# Мориц Ганау-Горжовицский
Мориц Филипп Генрих Ганау-Горжовицский, граф Шаумбургский (нем. Moritz von Hanau-Hořovice; 4 мая 1834, Дворец Вильгельмсхёэ — 24 марта 1889, Замок Горжовице) — немецкий аристократ, 1-ый князь Ганау-Горжовицский.

## Биография
Мориц родился 4 мая 1834 года. Он был вторым сыном курфюрста Гессен-Касселя Фридриха Вильгельма I и его морганатической супруги, Гертруды Фалькенштейн. Из-за происхождения своей матери, не мог унаследовать престол государства.
Отец Морица изначально брал его с собой, во время дипломатических миссий в Берлине и Санкт-Петербурге. Он был любимым сыном отца и некоторое время считался соперником наследника престола, Вильгельма Гессен-Кассельского. Были предположения что курфюрст, хотел помочь своему морганатическому сыну занять престол.
Мориц как и многие аристократы того времени проходили военную службу. Сначала он служил в армии Австрийской империи в Вене, где у него начались отношения с бывшей кассельской певицей Луизой Либхардт (1828—1899). Затем он вернулся из Вены, с огромным количеством долгов. После возвращения, он вступил в отношения с женщиной более низкого социального ранга, Анной фон Лоссберг (1829—1876).  Из-за давления со стороны своей семьи он не женился на ней, но отношения с ней продолжал. Это привело к разрыву его отношений с отцом. В 1863 году стал членом Гессенского ландтага и занимал данную должность до падения Курфюршества в 1866 году в результате Австро-прусско-итальянской войне. После этого, он вступил в Прусскую армию, однако уже в 1868 году вышел в отставку, в звании подполковника.
После смерти отца 6 января 1875 года, Мориц унаследовал замок Горжовице, а также стал 1-ым князем Ганау-Горжовицским, несмотря на то, что у него был старший брат. Старший брат Морица, Фридрих Вильгельм (1832—1889), был лишён наследства отцом из его морганатического брака с актрисой Августой Бирнбаум.
15 апреля 1875 года женился на своей давней возлюбленной Анне фон Лоссберг. Она умерла 27 октября 1876 года. Детей у пары не было.
Мориц умер 24 марта 1889 года. После его смерти титул унаследовал его младший брат Вильгельм (1836—1902).